# Roderich Mojsisovics von Mojsvár
Roderich Edmund Ladislaus Anton Julius Mojsisovics Edler von Mojsvár (Graz, 10 mei 1877 – Bruck an der Mur, 30 maart 1953) was een Oostenrijks componist, muziekpedagoog, dirigent en muziekcriticus. Zijn vader was de uit de Hongaarse adel afkomstige anatoom en zoöloog August Mojsisovics - Edler von Mojsvár.

## Levensloop
Mojsisovics studeerde rechtsgeleerdheid aan de Universiteit Graz alsook - op advies van Siegmund von Hausegger - musicologie en compositie bij Erich Wolf Degner aan de School van de "Musikverein für Steiermark" (Muziekvereniging voor Stiermarken). Verder studeerde hij aan het Rheinische Musikconservatorium, nu: Hochschule für Musik und Tanz in Keulen en aan de Königliche Akademie der Tonkunst, nu: Hogeschool voor Muziek en Theater München. In 1898 en 1899 was hij 2e dirigent van de zangvereniging Grazer Schubertbund. In 1899 richtte hij de Duits-evangelische zangvereniging in Graz op en werd in 1901 hun dirigent. In 1900 promoveerde hij tot Dr. jur. (doctor in rechtsgeleerdheid).
Van 1903 tot 1905 was hij dirigent van de Männergesangverein Brünn en tegelijkertijd gastdirigent van de Duits-academische zangvereniging. Van 1905 tot 1908 ondernam hij uitgebreide concertreizen. In 1908 en 1910 was hij chef-redacteur bij het Musikalische Wochblatt (Muzikaal weekblad) in Leipzig. In 1909 werd hij directeur van de muziekschool in Ptuj, dat toen nog Pettau heette.
In 1911 werd hij tot directeur van de School van de "Musikverein für Steiermark" (Muziekvereniging voor Stiermarken) benoemd. In 1920 werd deze institutie tot conservatorium benoemd. In deze functie bleef hij tot 1932. In 1932 veranderde hij zich als docent aan het Trapp’sche Konservatorium in München. Verder was hij daar als dirigent en muziekcriticus werkzaam. Van 1941 tot 1944 was hij achtereenvolgens docent aan de conservatoria in Mannheim, Heidelberg en Bruck an der Mur. Na de oorlog doceerde hij opnieuw in Graz. Tot zijn talrijke compositieleerlingen behoorden onder anderen Waldemar Bloch, Günther Eisel, Hanns Holenia, Alois Pachernegg, Otto Siegl, Ernst Ludwig Uray, Margarethe Edle von Zieritz, Max Schönherr, Robert Lobovsky en Alfons Vodosek.
In 1925 werd hij tot professor benoemd; in 1934 ontving hij de grote staatsprijs voor muziek in Oostenrijk.
Als componist van talrijke werken was hij een vertegenwoordiger van de conservatieve richting van componisten als Max Reger beïnvloed. Na 1920 streefde hij naar simplificatie, en poogde - naast muzikale gevoelens - ook kleurimpressies op te roepen. Zijn oeuvre raakte naar zijn overleden in vergetelheid.

## Composities

### Werken voor orkest
- 6 symfonieën, waaronder de
- Symfonie bes mineur "In den Alpen", op. 15[2]
- Symfonie nr. 5 "Michelangelo", op. 86
- Nordische Romanze, voor viool en orkest, op. 91

### Muziektheater

#### Opera's
| Voltooid in | titel                     | aktes       | première         | libretto                                                               |
| ----------- | ------------------------- | ----------- | ---------------- | ---------------------------------------------------------------------- |
| 1897        | Die Fischer von Vimereux  |             |                  |                                                                        |
| 1906        | Ninion                    |             | 1907, Bratislava |                                                                        |
| 1907        | Die roten Dominos         |             | 1907, Graz       |                                                                        |
| 1913        | Tantchen Rosmarin         | 4 bedrijven |                  | Karl Hans Strobl, naar de gelijknamige humoreske van Heinrich Zschokke |
|             | Messer Ricciardo Minutolo |             |                  | van de componist                                                       |
| 1922        | König Mensch              |             | 1922, Graz       |                                                                        |
| 1926        | Der Zauberer              |             | 1926, Gera       |                                                                        |
| 1927        | Die Locke, op. 72         | 1 akte      |                  |                                                                        |
|             | Claudine von Vilabella    |             |                  | Johann Wolfgang von Goethe                                             |
|             | Die roten Dominos         |             |                  |                                                                        |
| 1932        | Anno domini, op. 75       | 2 taferelen |                  |                                                                        |

#### Toneelmuziek
- 1920 Madame Blaubart, zangspel in 3 bedrijven - tekst: Karl Mayr, Eduard Meier-Halm
- 1921 Merlin, Sprookjesdrama in 3 bedrijven - tekst: Eduard Hoffer
- Catella, die überlistete Frau, Renaissance-komedie voor muziek in 4 bedrijven

### Vocale muziek

#### Cantates
- Weihnachts-Kantilene, kerstcantate voor solisten, gemengd koor, strijkorkest en orgel, op. 45b - tekst: Matthias Claudius

#### Werken voor koor
- 1905 Chorus Mysticus "Alles Vergängliche" aus Goethe's "Faust", voor 3 sopranen, alt, gemengd koor (dubbelkoor), groot orkest, 2 harpen en orgel, op. 4 - tekst: Johann Wolfgang von Goethe
- Die Nonne - eine Ballade aus Schmachtenberg, voor mannenkoor

#### Liederen
- 1912 Frühlingslieder, voor zangstem en piano, op. 41 - tekst: Elsa Asenijeff
  1. Einladung
  2. Die Blume an den Frühling
  3. Nachtbild
- 1915 Nun segne großer Tod!, 3 oorlogsliederen voor zangstem en piano, op. 48 - tekst: Ferdinand Maria Weinhandl
- 1918 Lieder für das deutsche Haus - 1. Folge, voor middenstem en piano, op. 45a
  1. Die Sternseherin Liese - tekst: Matthias Claudius
  2. Der Mond als Liebespostillon - tekst: Witold Leo
  3. In den Malkasten - tekst: Witold Leo
- Keine Rose ohne Dornen - Liebesliedchen aus Kissingen, voor zangstem en piano - tekst: Franz Wilhelm von Ditfurth
- Lieder, voor zangstem en piano, op. 95 - tekst: Rudolf Kundigraber
- Träume am Fenster, liederencyclus voor hoge stem en piano (of orkest), op. 56 - tekst: Robert Graf
- Vier Gedichte von Max von Millenkovich-Morold, voor hoge stem en piano, op. 98

### Kamermuziek
- 1908 Serenade A-majeur, voor viool, altviool en cello, op. 21
- 1909 Zwei Vortragsstücke, voor viool en orgel, op. 22 
  1. Gebet
  2. Pastorale
- 1927 Sonate c-mineur, voor altviool (of viool) en piano, op. 74
- Serenade, voor dwarsfluit, viool, altviool en cello; op. 70

### Werken voor orgel
- 1904 Romantische fantasie, op. 9
- 1908 4 Voordrachtstukken, op. 12
  1. Prologus solemnis d-mineur (Mit feierlicher Bewegung, doch ziemlich schnell)
  2. Praeludium (Mit Schwung) und Fugette G-majeur (Ziemlich ruhig)
  3. Capriccio Des majeur (Sehr schnell)
  4. Kanzone (Passacaglia) g-mineur (Ziemlich langsam)
- 1910 Acht kleine Choralvorspiele zum Gebrauch beim evangelischen Gottesdienste, op. 27
- 1911 Drie voordrachtstukken, op. 31
- Andante religioso G-majeur
- Sonate b-mineur, op. 38

### Werken voor piano
- 1922 Bilder aus der Steiermark, op. 52a
  1. Biedermeierisches Tänzchen
  2. Abendbild (Abschied vom Tor)
  3. Winterabend bei gotischer Kirche (Herz-Jesu-Kirche in Graz)
  4. Blick auf eine Ruine (Gösting)
  5. Rittermaid in der Ruine (Stift Rain)
- Pianostukken, op.16
- Steierischer Künstler-Huldigungszug - Intrade zu Wilhelm Kienzls 60. Geburtstag

## Publicaties
- E. Th. A. Hoffmann in Polen (1800-1807), Regensburg : Bosse Verlag, 1939. pp. 1089–1091
- Bach-Probleme Polyphone Klaviermusik - Inventionen, wohltemperiertes Klavier, Klavierübertragungen von Orgelwerken, Selbstverlag Würzburg Universitätsdruckerei H. Stürtz, 1930. 69 p.
- Wolfgang Amadeus Mozart: Die Liebesprobe oder Chun-Yang, die treue Tänzerin Pantomimisches Ballet in fünf Bildern : Nach einer koreanischen Legende frei bearbeitet von Roderich von Mojsisovics. Aufgefunden 1928 von Ludwig Seitz. Textbuch., Leipzig Fritz Schuberth, 1928. 14 p.
- Clemens von Franckenstein: Rahab : Oper in einem Akt : vollständiges Textbuch für Theater, Rundfunk und Opernübertragung durch Fernsprecher - Libretto: Oscar F. Mayer, München: Verlag der Bayerischen Radiozeitung, 1926. 38 p.
- samen met Hilde Hagen: Festschrift zum sechzigsten Geburtstage des Meisters Wilhelm Kienzl, Graz : Leuschner & Lubensky's Universitäts-Buchhandlung, 1917. 63 p.
- Praktische Kompositionslehre,
- Die Entwicklung des Tanzes, Musik-Mappe. Unterhaltender Teil. v 2 no 4-5, 1908, pp. 13–20
- Thematischer Leitfaden nebst Einführung in Hans Pfitzners romantische Oper "Die Rose vom Liebesgarten" : zum praktischen Gebrauche, Leipzig: Brockhaus, 1906. 80 p.
- Formprobleme Beethovens', in: Allgemeine Musikzeitung LXIII, 637 40. Berlin.
- Hermann Goetz, in: Signale für die musikalische Welt XCIV, 71516. Berlin.
- Liszts Schaffen und die Gegenwart, in: Allgemeine Musikzeitung LXIII, 477 79. Berlin.